# Tilmann Köhler
Tilmann Köhler (Weimar, 1979) es un director de teatro alemán que trabajó con los conjuntos de la Orquesta Estatal de Weimar y el Staatsschauspiel Dresden. Su amplio repertorio incluye obras de teatro clásicas y de estreno mundial. Varias de sus producciones han sido invitadas a festivales internacionales. Köhler también se dedicó a montar óperas en 2013, comenzando con Teseo de Handel en la Ópera de Fráncfort, donde volvió a dirigir Le Vin herbé de Martin, Las bodas de Fígaro de Mozart y Der Traumgörge de Zemlinsky.

## Biografía
Köhler nació en Weimar. Fue actor y director de teatro en el Theatrefabrik del Theater Altenburg-Gera. Luego estudió dirección teatral de 2001 a 2005 en la Academia de Artes Dramáticas Ernst Busch.

### Teatro
Köhler trabajó desde 2005 como director de escena del Orquesta Estatal de Weimar. Luego se mudó al Staatsschauspiel Dresden, donde también dirigió el estudio. Su producción de Krankheit der Jugend de Ferdinand Bruckner fue invitado al Berliner Theatretreffen de 2007. En 2008, 200 años después de su primera representación, representó Fausto I de Goethe en Weimar. Su puesta en escena de Die heilige Johanna der Schlachthöfe de Brecht recibió el Kurt-Hübner-Regiepreis en 2009. También trabajó para el Teatro Maxim Gorki de Berlín, el Schauspiel de Stuttgart, el Deutsches Theater de Berlín, el Deutsches Schauspielhaus de Hamburgo, el Teatro de Basilea y la Ópera de Fráncfort. Internacionalmente dirigió en São Paulo, Taipeh, en el Moskauer Künstlertheater, en Gwangju en Corea y en el Teatro Nacional de Bratislava.

### Ópera
En 2013, Köhler dirigió por primera vez ópera, dirigiendo Teseo de Handel en la Ópera de Fráncfort, invitado por Bernd Loebe, que había visto su obra.  Teseo se interpretó en el Bockenheimer Depot, el local más pequeño de la compañía. Regresó para dirigir dos óperas más de Handel en el mismo lugar, Radamisto en 2016 y Serse en 2017. Fue invitado a dirigir Der Traumgörge de Zemlinsky en 2020, pero tuvo que posponerse debido a la pandemia de COVID-19. Su siguiente proyecto allí fue Le Vin herbé de Martin, ahora para la ópera y ajustándose al distanciamiento social. Se preparó incluyendo el ensayo general pero las actuaciones fueron canceladas debido a otro confinamiento. Finalmente se jugó en 2022. Köhler fue invitado a dirigir la inauguración de la temporada 2023/24, Las bodas de Fígaro de Mozart en su estreno con el nuevo director musical Thomas Guggeis. Un crítico de la FAZ señaló que Köhler organizó divertidos «juegos serios» («ernste Spiele»), en los que las mujeres ganan con «ingenio, astucia y presencia de ánimo». Der Traumgörge finalmente se presentó en 2024.